# (4616) Batalov
(4616) Batalov es un asteroide perteneciente al cinturón de asteroides, descubierto el 17 de enero de 1975 por la astrónoma soviética Liudmila Chernyj desde el Observatorio Astrofísico de Crimea.

## Designación y nombre
Designado provisionalmente como 1975 BF. Fue nombrado Batalov en honor al actor ruso Alekséi Batálov.